# Silent Screams
Silent Screams est un groupe britannique de metalcore, originaire de Coventry, en Angleterre.

## Histoire
Formé en 2007, le groupe de metalcore Silent Screams est composé des musiciens Joel Heywood (chant), Sam Varney (guitare), Ozzi Osman (guitare), Tom Craig (chœurs, basse) et Adam Mallabone (batterie).
En 2008 déjà, un EP auto-produit, Ghost, sort. En collaboration avec le producteur britannique Matt Hyde, qui a déjà travaillé avec As I Lay Dying, Gallows et Funeral for a Friend, le groupe produit un EP promotionnel de deux titres intitulé Hope, tiré à 1 000 exemplaires et offre aux fans. Le 24 octobre 2011, le premier album When It Rains sort. Entre-temps, le groupe est sous contrat avec Ghost Music, tout comme Doomed from Day One, entre autres. L'album est produit par Joey Sturgis, qui a déjà collaboré avec The Devil Wears Prada, Asking Alexandria et Miss May I. L'album est enregistré aux Foundation Studios dans l'Indiana, aux États-Unis.
Avant de signer avec le nouveau label britannique, le groupe avait déjà tourné avec des groupes comme Bring Me the Horizon, For the Fallen Dreams, Your Demise et Emmure. En outre, le groupe avait déjà joué avec Suffokate, Blind Witness (Return to Dispair UK Tour 2011), While She Sleeps et Bury Tomorrow (Ghostfest). En juin 2010, le groupe effectue une tournée en Australie. Silent Screams est accompagné par Buried in Verona et Bermuda lors de la tournée de 15 concerts.
En février et mars 2012, Silent Screams fait une tournée en Allemagne avec le groupe Give 'Em Blood. Certains concerts de cette tournée ont également lieu en Italie, en Suisse, en Autriche, en Pologne, en Hongrie et en Tchéquie,. Le 22 avril 2012, Silent Screams se produit au Hit The Deck Festival à Nottingham. Yashin, Shadows Chasing Ghosts, Kids in Glass Houses, The Wonder Years, Of Mice and Men et We Are the in Crowd y jouent également. En mai, le groupe commence sa tournée britannique. Les 30 juin et 1er juillet 2012, Silent Screams sera présent au Ghostfest de Leeds. Comeback Kid, Emmure, All Shall Perish et Defeater y sont également confirmés.
En 2012, le chanteur James Ryan quitte le groupe, et est remplacé par Joel Heywood. En février 2013, le groupe sort sa première chanson The Way We Were avec Joel Heywood. En mars 2013, le groupe fait une tournée en Belgique, en Autriche, en Allemagne et au Luxembourg avec Carcer City en première partie. En juin, le groupe se produit pour la première fois au Mair1 Festival à Montabaur. Après d'autres concerts et diverses tournées, le groupe rentre chez lui pour composer son nouvel album, Hope for Now, qui sort le 22 juillet 2014 via Artery Recordings. La chanson Eighty Six est publiée en avant-première comme premier single. 

## Discographie

### Albums studio
- 2011 : When It Rains (Ghost Music)
- 2014 : Hope for Now (Artery Recordings)

### EP
- 2008 : Ghosts
- 2009 : Hope

### Singles
- 2013 : The Way We Were (Ghost Music)